# Chaffois
Chaffois település Franciaországban, Doubs megyében. Lakosainak száma 1032 fő (2022. január 1.). Chaffois Sainte-Colombe, Houtaud, Granges-Narboz, Bannans, Chapelle-d’Huin és Val-d’Usiers községekkel határos.

## Népesség
A település népességének változása:
| Lakosok száma | 383  | 569  | 699  | 828  | 934  | 963  | 985  | 1020 | 1031 | 1032 |
|               | 1968 | 1982 | 1990 | 2006 | 2013 | 2015 | 2017 | 2019 | 2020 | 2022 |